# Monastero di Santa Lucia (Adrano)
Il monastero di Santa Lucia è un importante complesso architettonico della città di Adrano, nella città metropolitana di Catania.

## Storia e descrizione
La chiesa e l'annesso monastero dedicati a santa Lucia furono eretti nel 1596. Il primitivo impianto edificato nel 1150 per volontà della contessa Adelasia di Adernò, nipote del gran conte Ruggero I d'Altavilla seguiva la regola dell'Ordine di San Benedetto.
La chiesa fu ricostruita alla fine del XVIII secolo, la facciata si presenta su tre ordini ed ai lati si ergono due campanili alle cui estremità sono poste rispettivamente due cupole quadrangolari.
All'interno, non appena varcata la soglia si può ammirare il coro in stile rococò, e proseguendo verso il primo altare, il dipinto che raffigura santa Lucia condotta al martirio attribuito a Giuseppe Rapisardi.
Notevoli anche i dipinti dell'abside, le decorazioni della volta e le tele presenti sul primo altare a sinistra e sul secondo altare a destra attribuite alla scuola di Olivio Sozzi.
Il monastero è oggi sede della scuola secondaria di primo grado del "II Istituto Comprensivo Canonico Vincenzo Bascetta".